# Kaylani Lei
Kaylani Lei (Singapur, 5 de agosto de 1980) es el nombre artístico de Ashley Spalding, una actriz pornográfica y bailarina de estriptis, de ascendencia filipina.

## Biografía
Cuando era niña, su familia se mudó a los Estados Unidos, teniendo morada en diversos estados hasta que llegaron a Las Vegas, donde comenzó a trabajar como bailarina. Fue entonces cuando mostró interés en ser actriz de filmes eróticos, al mudarse a Los Ángeles, inició su carrera en 2002.
Entre 2005 y 2006 se enamoró de un jugador de la selección neozelandesa de rugby, los "All Blacks", Byron Kelleher.

Actualmente desarrolla actividades en favor de los animales.

## Carrera
Ha trabajado en diversas productoras, entre ellas Vivid Entertainment y Wicked Pictures. Según el IMDb, ha participado de más de 120 filmes y ha recibido diversos premios del Adult Video News.

## Principales Premios

### Recibidos
XRCO Awards
- 2008 - Ganadora de la Categoría Mejor Retorno (Best Cumback)

### Indicaciones
AVN Awards
- 2009 - Nominada para Mejor Actriz (Best Actress)
- 2009 - Nominada para Mejor Escena de Sexo Grupal (Best Group Sex Scene), con Mikayla Méndez, Evan Stone, Sophia Santi & Barry Scott
- 2008 - Nominada para Mejor Actriz (Best Actress)
- 2003 - Nominada para Mejor Actriz Novata (Best New Starlet)

FAME Awards
- 2009 - Nominada para Actriz Más Subestimada (Most Underated Star)

XRCO Awards
- 2009 - Nominada para Mejor actuación en solitario (Best Single Performance)
- 2004 - Nominada para Mejor Actriz Novata (Best New Starlet)
- 2004 - Nominada para Mejor Escena Lésbica (Best Girl/Girl), con Asia Carrera.

Rog Awards
- 2007 - Nominada para Estrella del Año, Premio de los Críticos